# 奧格泰萊克的喀斯特岩洞群和斯洛伐克的喀斯特地貌
奧格泰萊克的喀斯特岩洞群和斯洛伐克的喀斯特地貌，是一處由匈牙利和斯洛伐克共同擁有的世界自然遺產，其範圍包括了國境附近的喀斯特地形和700個以上的鍾乳洞群，其中部分橫跨國境線。奧格泰萊克的喀斯特岩洞群位於匈牙利北部，被匈牙利政府在1985年設為奧格泰萊克國家公園，擁有歐洲最大的鐘乳洞。整個洞穴長達26公里，其中有8公里位於斯洛伐克國內。斯洛伐克的喀斯特地貌則在2002年成為國家公園。